# Metropolitan Borough of Solihull
Solihull ist ein Metropolitan Borough im Metropolitan County West Midlands in England. Verwaltungssitz ist die gleichnamige Stadt Solihull, in der knapp die Hälfte der Bevölkerung lebt. Zum Bezirk gehören darüber hinaus die Städte Balsall Common, Bickenhill, Castle Bromwich, Chelmsley Wood, Dorridge, Fordbridge, Hockley Heath, Kingshurst, Marston Green, Shirley und Smith’s Wood sowie mehrere weitere Dörfer.
Im Westen und Norden grenzt der Bezirk an Birmingham, im Osten an Coventry, im Norden und Süden an Warwickshire, im Süden an Worcestershire. Der östliche Teil des Bezirks ist überwiegend ländlich geprägt.

## Geschichte
1894 wurde der Solihull Rural District in der Grafschaft Warwickshire geschaffen, der neben Solihull auch zahlreiche Dörfer in der Nachbarschaft umfasste. Im Jahr 1932, bei der Schaffung des Solihull Urban District, wurden einige ländliche Gebiete wieder abgetrennt. 1954 gewährte Königin Elisabeth II. Solihull den Status eines Municipal Borough, zehn Jahre später wurde die Stadt ein County Borough.
Die Reorganisation der Grenzen und der Kompetenzen der lokalen Behörden führte 1974 zur Bildung des Metropolitan Borough, durch die Fusion des Solihull County Borough und des größten Teils des Meriden Rural District. 1986 wurde Solihull faktisch eine Unitary Authority, als die Zentralregierung die übergeordnete Verwaltung der Grafschaft West Midlands auflöste. Solihull blieb für zeremonielle Zwecke Teil von West Midlands, und auch für einzelne übergeordnete Aufgaben wie Polizei, Feuerwehr und öffentlicher Verkehr.

## Einrichtungen
Auf dem Gebiet des Metropolitan Boroughs liegt neben dem siebtgrößten Messegelände Europas, dem National Exhibition Centre und der dazugehörigen NEC-Arena, einer großen Veranstaltungshalle in der oft Rockkonzerte stattfinden, auch der Flughafen Birmingham.